# 1995-ös női labdarúgó-Európa-bajnokság
Az 1995-ös női labdarúgó-Európa-bajnokság elődöntőit és a döntőjét 1995 tavaszán rendezték. Az Eb-t a német válogatott nyerte, története során harmadszor. Ez volt a hatodik női labdarúgó-Eb.

## Lebonyolítás
A selejtezőben 29 csapat 8 csoportot alkotott, közülük a győztesek jutott a negyeddöntőbe. Innentől egyenes kieséses rendszerben folytatódtak a küzdelmek, két mérkőzés összesítése alapján dőlt el a továbbjutás. A döntőt egy mérkőzés keretében rendezték meg Németországban.

## Eredmények

### 1. mérkőzések
| 1994. december 11. |

| Anglia | 1–4 | Németország |
| ------ | --- | ----------- |
|        |     |             |

| Watford, Anglia |

| 1995. február 26. |

| Norvégia | 4–3 | Svédország |
| -------- | --- | ---------- |
|          |     |            |

| Kristiansand, Norvégia |

### 2. mérkőzések
| 1995. február 23. |

| Németország | 2–1 | Anglia |
| ----------- | --- | ------ |
|             |     |        |

| Bochum, Németország |

Németország 6–2-es összesítéssel jutott tovább.
| 1995. március 5. |

| Svédország | 4–1 | Norvégia |
| ---------- | --- | -------- |
|            |     |          |

| Jönköping, Svédország |

Svédország 7–5-ös összesítéssel jutott tovább.

### Döntő
| 1995. március 26. |

| Németország                        | 3–2 | Svédország               |
| ---------------------------------- | --- | ------------------------ |
| Meinert 33' Prinz 64' Wiegmann 85' |     | Andersson 6' Andelén 89' |

| Fritz-Walter-Stadion, Kaiserslautern |

| Az 1995-ös női labdarúgó-Európa-bajnokság győztese |
| -------------------------------------------------- |
| NÉMETORSZÁG 3. cím                                 |